# Kirsten Stallknecht
Kirsten Elisabeth Stallknecht (født 25. juli 1937 i København, død 4. maj 2021) var en dansk sygeplejerske, der 1968-1996 var formand for Dansk Sygeplejeråd.
Hun blev uddannet sygeplejerske i 1960 og blev efterfølgende ansat på Rigshospitalet. I 1965 tog hun Danmarks Sygeplejerskehøjskoles kursus i undervisning og ledelse ved Aarhus Universitet, hvor hun udviklede et projekt for såkaldt gruppepleje på danske hospitaler efter amerikansk forbillede. Hun testede senere systemet som afdelingssygeplejerske på Rigshospitalet.
I 1966 blev hun medlem af Dansk Sygeplejeråds hovedbestyrelse, og da Maria Madsen trådte tilbage som formand, blev Stallknecht valgt som hendes afløser. Under hendes ledelse blev Dansk Sygeplejeråds økonomi og administration reorganiseret, ligesom der var øget fokus på fagretten. Blandt andet indgik organisationen i 1971 en hovedaftale, der indebar retten til konflikt, og i 1980 etableredes Sygeplejerskernes Arbejdsløshedskasse. Strejkemuligheden blev taget i brug i 1973. I 1980 grundlagde Stallknecht Dansk Institut for Sundheds- og Sygeplejeforskning, der skulle knyttes til WHO's arbejde for at udvikle sygeplejen.
Stallknecht blev i kraft af sit formandskab også medlem af forretningsudvalget i FTF. I 1971 blev hun næstformand og fra 1977 til 1984 var hun formand. I FTF stod hun også i spidsen for en reform på de interne linjer. Hun blev medlem af ledelsen i Pensionskassernes Administrationskontor, Arbejdsmarkedets Tillægspension og Lønmodtagernes Dyrtidsfond, og i 1982 blev hun som første kvinde optaget i Nationalbankens repræsentantskab. Senere kom også poster i Rådet for Uddannelses- og Erhvervsvejledning, Teknologirådet og Wonderful Copenhagen, som hun blev formand for ved organisationens etablering i 1992. Senere blev hun også formand for repræsentantskabet for DONG. I 2000 blev hun formand for stormombruste Københavns Ungdomscentre, hvor det som formand lykkedes hende at skabe ro omkring institutionen.
Internationalt var hun engageret i Sygeplejerskers Samarbejde i Norden, som hun var formand for 1989-1995. I 1981 blev hun bestyrelsesmedlem i International Council of Nurses (ICN), og da hun trådte tilbage som formand for Dansk Sygeplejeråd i 1996, fortsatte hun som præsident for ICN frem til 2001.
Hun blev ridder af Dannebrogordenen i 1990 og ridder af 1. grad i 1996.
I 2001 blev Kirsten Stallknecht Prisen indstiftet